# Donzig breeksteeltje
Het donzig breeksteeltje (Conocybe pubescens) is een schimmel behorend tot de familie Bolbitiaceae. Hij leeft saprotroof op strorijke, oude mest van paarden en koeien in min of meer schrale graslanden, vooral op zandige bodems.

## Kenmerken

### Uiterlijke kenmerken
Hoed
De hoed heeft een diameter van 0,7–2,5 cm. De vorm is aanvankelijk kegelvormig, later klokvormig met een gestreepte rand. In het begin is het oppervlak fijn donzig, daarna wordt het glad, niet vettig, roestbruin tot oranjebruin. Het is hygrofaan en wordt bij droog weer lichtbruin tot geelbruin.
Lamellen
De lamellen staan dicht opeen. De kleur is aanvankelijk heel licht oker en wordt later kaneel- of roestbruin naarmate de sporen rijpen.
Steel
De steel heeft een dikte van 1–2,5 mm en een lengte van 3–9 cm. De kleur is crèmewit tot honinggeel. De voet van de steel is vaak bruin en licht verbreed. Er is geen gordijn aanwezig.
Sporenprint
De sporenprint is rood-bruin.

### Microscopische kenmerken
De sporen zijn ellipsoïde, glad, dikwandig, meten 12,5–19,5 × 7–11,5 μm en hebben een brede kiemporiën. De cheilocystidia zijn lecythiform (kegelvormig).

## Verspreiding
In Nederland komt het donzig breeksteeltje vrij zeldzaam voor.